# Serra dello Zanchetto
La Serra dello Zanchetto (881 m) è una cresta montuosa dell'alto Appennino bolognese situata fra i laghi artificiali di  Brasimone,  Santa Maria, Suviana, nel comune di Camugnano in provincia di Bologna.
La Serra costituisce lo spartiacque tra la valle del torrente Brasimone ad est e la valle del torrente  Limentra Orientale ad ovest; dalla sua vetta, che è costituita da un morbido crinale boscoso, è possibile avere una vista piuttosto esaustiva del Parco regionale dei laghi di Suviana e Brasimone, del quale, tuttavia, questa catena non fa parte.

È percorsa dalla strada provinciale 62 che congiunge Camugnano con Castiglione dei Pepoli. In prossimità della vetta, a quota 870 m, incrocia un'altra strada provinciale che proviene direttamente dalla diga del lago di Suviana. Questo punto geodetico è denominato "Passo dello Zanchetto". 
Sul crinale è stata costruita una piccola centrale eolica per la produzione di energia elettrica.